# Kunstjahr 1514
Liste der Kunstjahre

◄◄ | ◄ | 1510 | 1511 | 1512 | 1513 | Kunstjahr 1514 | 1515 | 1516 | 1517 | 1518 | ► | ►►

Weitere Ereignisse
Dieser Artikel behandelt das Kunstjahr 1514.

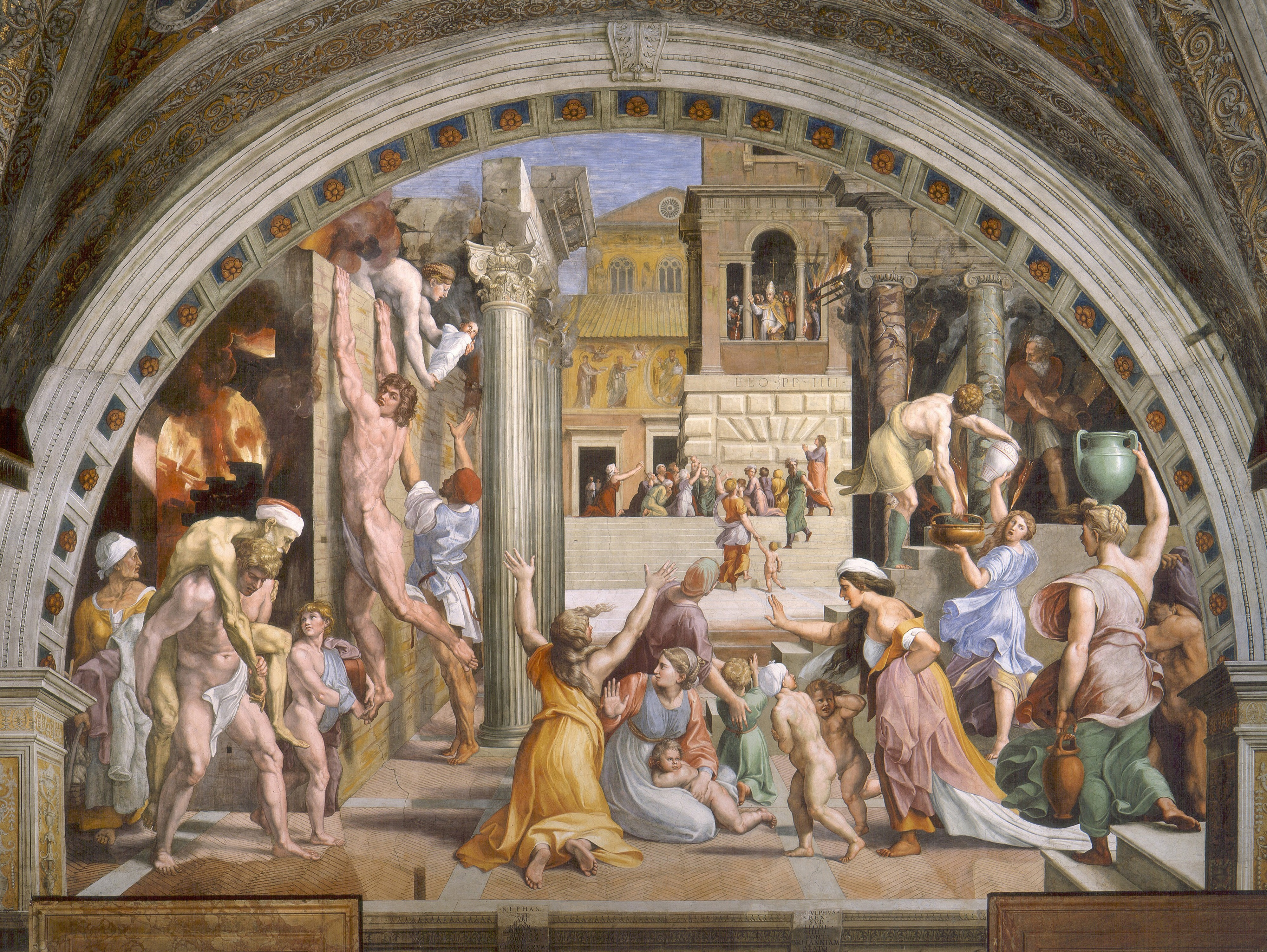
Raffael und Giulio Romano: L'incendio di Borgo, Der Borgobrand

## Ereignisse

### Architektur
- März: Nach dem Tod Donato Bramantes wird Raffael zum Architekten und Baumeister am Petersdom ernannt. Bauleiter wird Giuliano da Sangallo.

### Malerei und Zeichnung

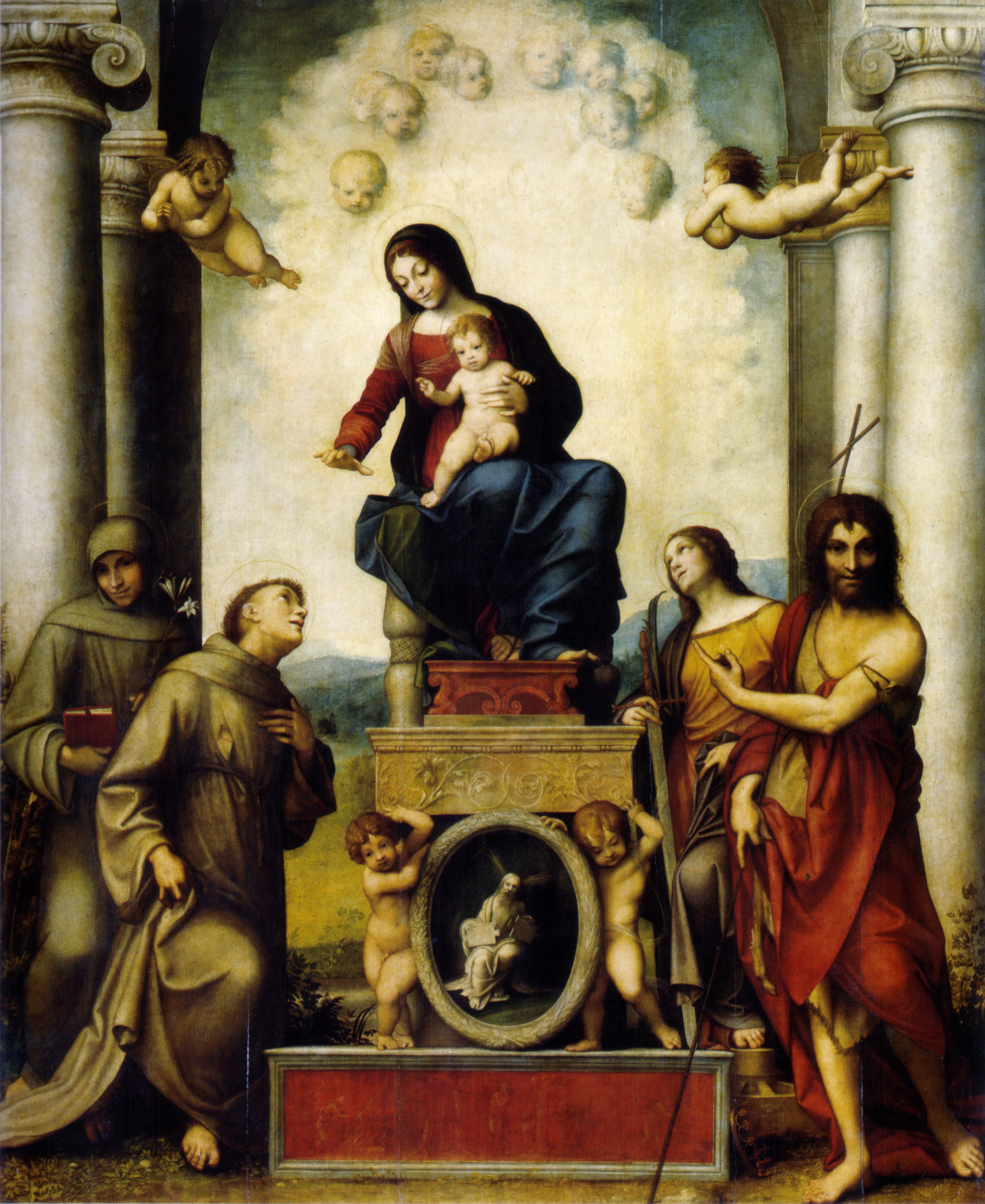
Die Madonna des Heiligen Franziskus, Correggio

- 30. August: Antonio da Correggio beginnt im Auftrag der Mönche des Minoritenklosters in seinem Heimatort Correggio mit der Erschaffung eines Altarbildes mit der Madonna.

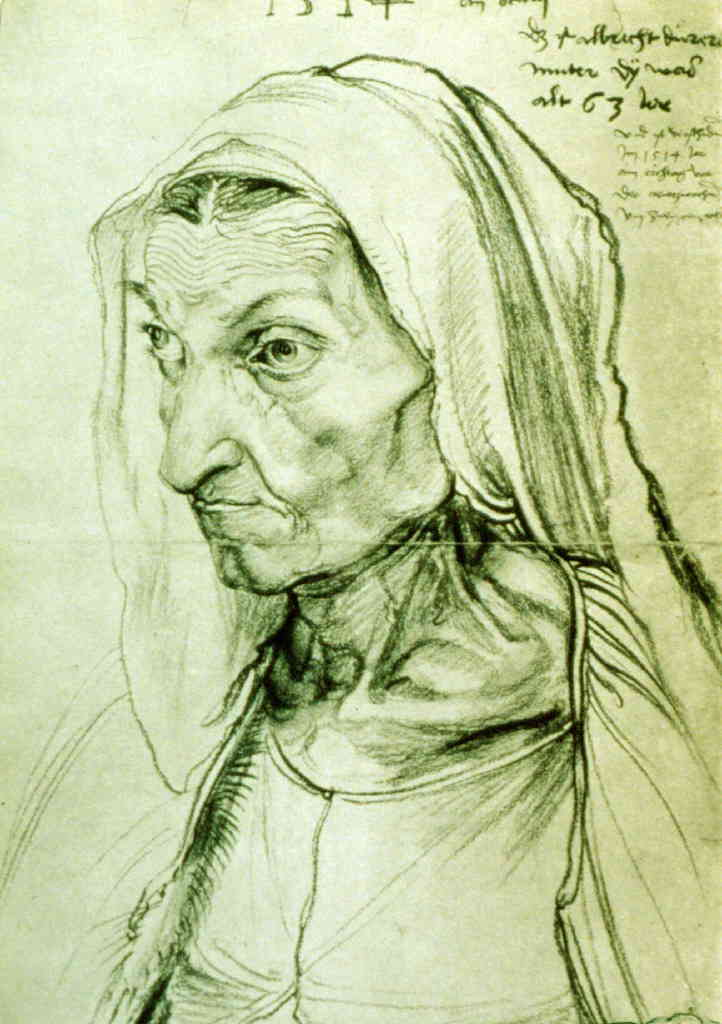
Bildnis der Mutter

Albrecht Dürer erschafft die beiden Kupferstiche Melencolia I und Der heilige Hieronymus im Gehäus. Zusammen mit dem 1513 entstandenen Werk Ritter, Tod und Teufel bilden sie Dürers „Meisterstiche“, die sich durch eine komplexe Ikonographie und Symbolik auszeichnen. Einer gängigen Interpretation zufolge stellen die drei Meisterstiche drei unterschiedliche Lebensweisen dar. Rund zwei Monate vor ihrem Tod fertigt Dürer außerdem eine Kohlezeichnung seiner Mutter an. Es handelt sich dabei um das erste Porträt eines sterbenskranken Menschen. 
- Raffael und seine Schüler beginnen im Auftrag von Papst Leo X. mit der Bemalung des zweiten Raumes im Apostolischen Palast, der Stanza dell'incendio di Borgo.

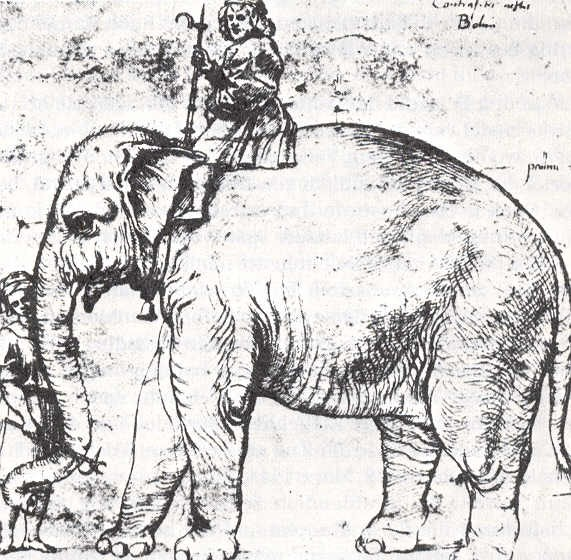
Hanno; nach einer Zeichnung von Raffael

- Der Elefant Hanno, das Lieblingstier des Papstes, wird von mehreren Künstlern verewigt.

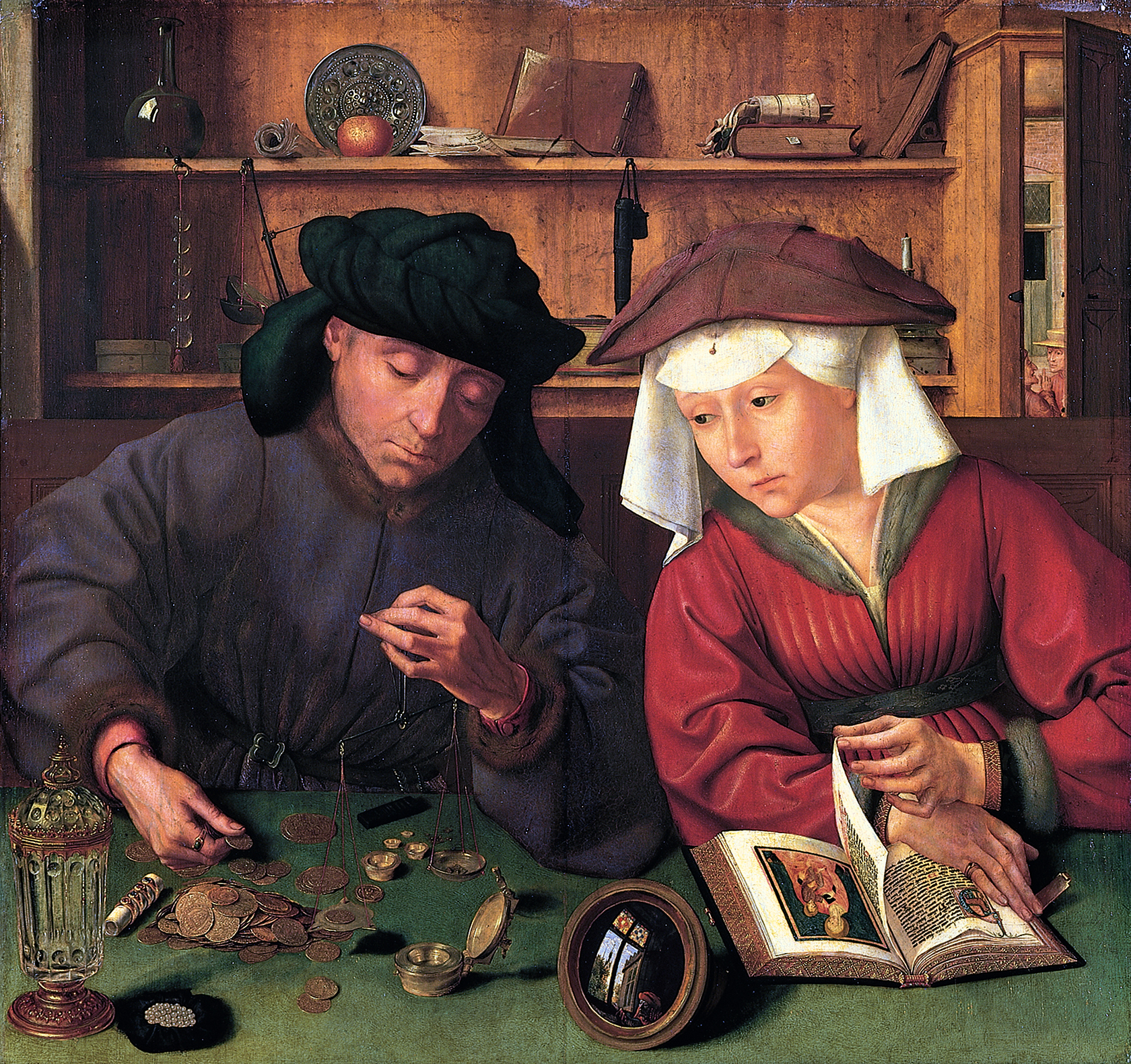
Der Geldwechsler und seine Frau, Öl auf Holz

- Der flämische Maler Quentin Massys malt das Genrebild Der Geldwechsler und seine Frau.

- 1513/1514: Raffael malt in Öl auf Holz die Madonna della Seggiola.
- um 1514: Raffael beginnt mit der Kreuztragung Christi.

### Sonstiges
- Das Salbuch des Klosters Naumburg wird angelegt.
- 1514/1515: Der kaiserliche Hofdrucker Johann Schönsperger druckt in Augsburg das Gebetbuch Maximilians I..

## Geboren

### Genaues Geburtsdatum unbekannt
- Cornelis Floris II., flämischer Bildhauer und Architekt, maßgeblich beteiligt an der Herausbildung der nordischen Renaissance († 1575)
- Pirro Ligorio, italienischer Maler, Antiquar, Architekt und Gartenarchitekt des Manierismus († 1583)
- Virgil Solis, deutscher Zeichner und Kupferstecher, († 1562)

### Geboren um 1514
- Herman Posthumus, niederländischer Maler und Architekt († vor 1588)

## Gestorben

### Todesdatum gesichert
- 11. April: Donato Bramante, italienischer Architekt und Baumeister (* 1444)
- 30. Mai: Wolfgang Roritzer, deutscher Dombaumeister und Bildhauer

### Genaues Todesdatum unbekannt
- Georg Glockendon, deutscher Maler, Graphiker und Illuminator
- Bastian Gugel, deutscher Steinmetz und Mitglied des Bundschuhaufstands (hingerichtet)